# Centrum proti vyhánění
Centrum proti vyhánění německy Zentrum gegen Vertreibungen je nadace se sídlem ve Wiesbadenu, již byla roku 2000 založena Spolkem vyhnaných (BdV). Nadace usiluje o to, aby byl v Berlíně zřízeno dokumentační centrum o vyhnáních ve 20. století v Evropě. Úmysl vyvolalo vlnu kritiky v Německu samotném i v zahraničí, zejména v Polsku a Česku. Jeho koncepce nebyla německou spolkovou vládou převzata. Přesto však má spolková vláda v úmyslu založit v Berlíně instituci („Sichtbares Zeichen“ - „Viditelné znamení”) k uctění památky Němců, kteří byli po druhé světové válce vysídleni z Východní a Střední Evropy.

## Cíle Centra proti vyhánění
Centrum proti vyhánění si stanovilo za cíl:
- shromažďovat dokumenty o uprchlících a vysídlených více než 15 milionech Němců, ale také vyhánění jiných národů, zejména v Evropě ve 20. století
- shromažďovat ústní a písemná svědectví pamětníků ze všech předmětných území vysídlování
- zachovat spojení kultury, osudů a dějin evropských, i německých vysídlenců a jejich současné vlasti
- uchovávat vzpomínky na integraci vyhnaných stejně jako jejich přijetí společností ve Německé spolkové republice a v NDR
- zpracovávat aktuální události týkající se vyhánění pomocí výměnných výstav
- má být vytvořena Requiem-rotunda k uctění památky obětí k připomínání a k sloužení bohoslužeb
- také pravidelné propůjčování Ceny Franze Werfela jako vlastní vyjádření patří k úlohám nadace.

## Kritika
Jak v Německu, tak i v jiných zemích, zejména v Polsku a Česku, se zvedla vlna kritiky ohledně umístění projektu v Berlíně. Kritici předhazují spolku proti vyhánění, že takováto instituce v Berlíně by byla nepochopena, že má revizionistický účel, a že si klade za cíl nové vyhánění současného polského a českého obyvatelstva z někdejších německými obyvateli osídlených území.

## Činnost Centra
Podle dosavadní koncepce jsou plánovány výstavy k následujícím tématům:
- osud Arménů v letech 1915/16,
- vyhnání Řeků a Turků na základě Lausanneské dohody z roku 1923,
- vyhnání evropských židů od roku 1933 jako součást holokaustu,
- vyhnání, nucená vysidlování a deportace Poláků, Baltů a Ukrajinců v letech 1939 až 1949,
- vyhnání, nucená vysidlování a deportace Němců v letech 1941 až 1949,
- vyhnání obyvatel západní Karélie v letech 1939/40 a 1944 až 1947
- vyhnání Italů z Jugoslávie 1945/46,
- vyhánění jako následek kyperského konfliktu po roce 1974 a
- vyhánění v bývalé Jugoslávii na příkladu Bosny a Hercegoviny v 90. letech 20. století.

Předsedajícími nadace jsou Erika Steinbachová (CDU) a Peter Glotz † (SPD), jenž v roce 2001 vysvětlil: „Centrum nemá sloužit k pěstování vzpomínek na křivdy, nýbrž má především přispět k tomu, abychom věnovali pozornost vyhánění po celém světě, k naplňování myšlenky přátelství mezi národy a vypořádání se s etno-nacionalismem a systematickým zaváděním myšlenky etnicky homogenního národního státu. Do takové míry bude toto centrum přispívat v boji proti pravicovému radikalismu a populismu.“

### Putovní výstava „Cesty z donucení (Erzwungene Wege)“
Putovní výstavu Centra proti vyhánění nazvanou „Cesty z donucení – útěky a vyhnání v Evropě 20. století.” (něm. „Erzwungene Wege – Flucht und Vertreibung im Europa des 20. Jahrhunderts”) je od 18. června 2007 přístupná pro veřejnost ve svatopavelském kostele ve Frankfurtu nad Mohanem. V poněkud pozměněné podobě odpovídá výstavě, jež se konala rok po dobu tří měsíců v paláci korunního prince v Berlíně. Nově byla zahrnuta témata vyhnání Maďarů z někdejšího Československa a také vyhnání Němců z Maďarska a tehdejší Jugoslávie. Kromě toho byla výstava rozšířena o místní část, která ukazuje snímky vyhnanců ve Frankfurtu. Výstava byla politicky dosti sporná. Polská muzea a svazy obětí, jež se na výstavě podílely, stáhly své exponáty.
Kritika
Projekt je kritizován také z toho důvodu, že je v něm bez souhlasu a neoprávněně spojován Spolek vyhnaných Němců se zájmy jiných vyhnaných národů resp. národnostních skupin. Účel tohoto spojení má být hlavní příčinou pro vyhnání Němců z východní a střední Evropy, válka za porobení a vyhlazení za Třetí říše, maximálně vyjmout z kontextu pamětní místo vyhnaných Němců.
Naproti zastánci tomu argumentují tím, že Centrum proti vyhánění zahrnuje vyhnané příslušníky všech evropských národů, čímž se má zmírnit soustředění optiky pouze na německé ”odsunuté”. Zástupci dalších vysídlených národnostních skupin by měli být zahrnuti do spoluvytváření podoby centra. Uspokojivé zpracování této tematiky doposud nebylo uskutečněno. Mnoho vyhnanců bere za základní prvek „národnostní smýšlení“, neboť nikoli osobní vina, nýbrž jen etnická příslušnost byla popudem k vyhánění. Z vyhnání 20. století byla jen část těch, která je možno jako akt msty či odplaty. Svou roli sehrály i osobní mocenské boje, případně boj o majetek, (pseudo)historické ideologie, nebo záměr zcela zlikvidovat etnické menšiny.
Alternativní návrhy z Německa i zahraničí (ohledně stranických mezí již léta kontroverzně diskutované) jsou Vratislav, Sarajevo či Priština. Někdejší představitel NDR a spolkový poslanec za SPD Markus Meckel zinicioval protiprojekt evropského Centra proti vyhánění. Meckel chce přenést konkrétní uzpůsobení Centra do mezinárodní komise.

## Stanovisko německé vlády
Spolková vláda plánuje založení berlínské instituce, jež by připomínala vyhnání milionů Němců z východní a střední Evropy. Prozatímní název je „Sichtbares Zeichen (Viditelné znamení)“. To bylo v koaličních ujednáních německé CDU/CSU a SPD zachováno. Koncepty instituce jsou nyní zpracovávány kompetencí německého ministra pro kulturu a media Bernda Neumanna. Na půdě Německého historického muzea byla mezitím zřízena nesamostatná výstava Útěky, vyhnání, usmíření (Stiftung Flucht, Vertreibung, Versöhnung), jež má splnit tento úkol.